# Boksning under sommer-OL 2004
Boksing under sommer-OL 2004 i Athen i Grækenland. Cuba blev bedste nation med 5 guldmedaljer.

## Medaljestatistik
| Nr. | Land           | Guld | Sølv | Bronze | Total |
| 1   | Cuba           | 5    | 2    | 1      | 8     |
| 2   | Rusland        | 3    | 0    | 3      | 6     |
| 3   | Kasakhstan     | 1    | 1    | 1      | 3     |
| 3   | Thailand       | 1    | 1    | 1      | 3     |
| 5   | USA            | 1    | 0    | 1      | 2     |
| 6   | Hviderusland   | 0    | 2    | 0      | 2     |
| 7   | Egypten        | 0    | 1    | 2      | 3     |
| 8   | Frankrig       | 0    | 1    | 0      | 1     |
| 8   | Storbritannien | 0    | 1    | 0      | 1     |
| 8   | Nordkorea      | 0    | 1    | 0      | 1     |
| 8   | Tyrkiet        | 0    | 1    | 0      | 1     |
| 12  | Aserbajdsjan   | 0    | 0    | 2      | 2     |
| 12  | Sydkorea       | 0    | 0    | 2      | 2     |
| 12  | Tyskland       | 0    | 0    | 2      | 2     |
| 12  | Usbekistan     | 0    | 0    | 2      | 2     |
| 16  | Rumænien       | 0    | 0    | 1      | 1     |
| 16  | Bulgarien      | 0    | 0    | 1      | 1     |
| 16  | Syrien         | 0    | 0    | 1      | 1     |
| 16  | Italien        | 0    | 0    | 1      | 1     |
| 16  | Kina           | 0    | 0    | 1      | 1     |

### Let fluevægt
| Medalje | Land | Udøver            |
| ------- | ---- | ----------------- |
| Guld    | CUB  | Yan Bhartelemy    |
| Sølv    | TUR  | Atagun Yalcinkaya |
| Bronze  | CHN  | Zou Shiming       |
| Bronze  | RUS  | Sergej Kazakov    |

### Fluevægt
| Medalje | Land | Udøver           |
| ------- | ---- | ---------------- |
| Guld    | CUB  | Yuriolkis Gamboa |
| Sølv    | FRA  | Jérôme Thomas    |
| Bronze  | AZE  | Fuad Aslanov     |
| Bronze  | DEU  | Rustam Rachimow  |

### Bantamvægt
| Medalje | Land | Udøver               |
| ------- | ---- | -------------------- |
| Guld    | CUB  | Guillermo Rigondeaux |
| Sølv    | THA  | Worapoj Petchkoom    |
| Bronze  | AZE  | Aghasi Mammadov      |
| Bronze  | UZB  | Bahodirjon Sooltonov |

### Fjervægt
| Medalje | Land | Udøver              |
| ------- | ---- | ------------------- |
| Guld    | RUS  | Aleksej Tisjtsjenko |
| Sølv    | PRK  | Kim Song-Guk        |
| Bronze  | DEU  | Vitali Tajbert      |
| Bronze  | KOR  | Jo Seok Hwan        |

### Letvægt
| Medalje | Land | Udøver          |
| ------- | ---- | --------------- |
| Guld    | CUB  | Mario Kindelán  |
| Sølv    | GBR  | Amir Khan       |
| Bronze  | KAZ  | Serik Jeleuov   |
| Bronze  | RUS  | Murat Khratsjov |

### Super letvægt
| Medalje | Land | Udøver            |
| ------- | ---- | ----------------- |
| Guld    | THA  | Manus Boonjumnong |
| Sølv    | CUB  | Yudel Johnson     |
| Bronze  | BUL  | Boris Georgiev    |
| Bronze  | ROU  | Ionut Gheorghe    |

### Weltervægt
| Medalje | Land | Udøver            |
| ------- | ---- | ----------------- |
| Guld    | KAZ  | Bakhtijar Artajev |
| Sølv    | CUB  | Lorenzo Aragon    |
| Bronze  | KOR  | Kim Jung Joo      |
| Bronze  | RUS  | Oleg Saitov       |

### Mellemvægt
| Medalje | Land | Udøver                 |
| ------- | ---- | ---------------------- |
| Guld    | RUS  | Gajdarbek Gajdarbekov  |
| Sølv    | KAZ  | Gennadij Golovkin      |
| Bronze  | THA  | Suriya Prasathinphimai |
| Bronze  | USA  | Andre Dirrell          |

### Letsværvægt
| Medalje | Land | Udøver                |
| ------- | ---- | --------------------- |
| Guld    | USA  | Andre Ward            |
| Sølv    | BLR  | Magomed Aripgadzjijev |
| Bronze  | EGY  | Ahmed Ismail          |
| Bronze  | UZB  | Utkirbek Haydarov     |

### Sværvægt
| Medalje | Land | Udøver          |
| ------- | ---- | --------------- |
| Guld    | CUB  | Odlanier Solís  |
| Sølv    | BLR  | Viktor Zujev    |
| Bronze  | EGY  | Mohamed Elsayed |
| Bronze  | SYR  | Naser Al Shami  |

### Super-sværvægt
| Medalje | Land | Udøver             |
| ------- | ---- | ------------------ |
| Guld    | RUS  | Aleksandr Povetkin |
| Sølv    | EGY  | Mohamed Aly        |
| Bronze  | CUB  | Michel Lopez       |
| Bronze  | ITA  | Roberto Cammarelle |